# Shorttrack-Weltcup 2001/02
Der Shorttrack-Weltcup 2001/02 war eine von der Internationalen Eislaufunion (ISU) veranstaltete Wettkampfserie im Shorttrack. Er begann am 21. September 2001 im chinesischen Changchun und endete am 16. Dezember 2001 im niederländischen Amsterdam. Zum Weltcup gehörten fünf Veranstaltungen in fünf Ländern auf drei Kontinenten. Am erfolgreichsten schnitten Athleten aus China und Südkorea ab, im Mehrkampf-Gesamtweltcup siegten Yang Yang (A) zum vierten Mal in Serie und Kim Dong-sung.
Kein Teil des Weltcups waren die internationalen Meisterschaften: die Europameisterschaften 2002 in Grenoble, die Weltmeisterschaften 2002 in Montreal und die Teamweltmeisterschaften 2002 in Milwaukee. Saisonhöhepunkt waren die olympischen Wettkämpfe in Salt Lake City.

## Überblick
Die Olympischen Winterspiele, die im Februar 2002 in Salt Lake City ausgerichtet wurden, prägten den Saisonkalender. In der vierten Austragung des Shorttrack-Weltcups fanden erstmals nur fünf (statt wie zuvor stets sechs) zur Rennserie zählende Veranstaltungen statt. An die Stelle eines zweiten Weltcups in Nordamerika trat in der letzten Oktoberwoche ein Olympic qualifier auf der Olympiabahn. Dort wurden die einer Nation zustehenden Startplätze pro olympischem Rennen ausgefahren; die Ergebnisse spielten aber keine Rolle für den Weltcup.

### Ablauf und Wertung eines Weltcups
An jeder Weltcupstation fanden pro Geschlecht fünf Rennen statt: vier Einzelstrecken über 500 Meter, 1000 Meter, 1500 Meter und 3000 Meter sowie ein Staffelwettkampf (3000 Meter bei den Frauen, 5000 Meter bei den Männern). In jedem Einzelrennen wurden für die Finalteilnehmer Punkte entsprechend einer absteigenden Fibonacci-Folge vergeben, beginnend mit 34 Punkten für den ersten Rang, dann weiter mit den Werten 21, 13, 8, 5, 3, 2 und 1. Die Punktbesten der ersten drei Strecken qualifizierten sich für das 3000-Meter-Rennen. Aus den Ergebnissen aller vier Einzeldistanzen wurde das Resultat des Mehrkampfes (Overall) durch Addition der Punkte ermittelt. Zusätzlich gab es für jede Weltcupstation eine eigene Teamwertung, für die die Ergebnisse des 500-Meter-, 1000-Meter- und 1500-Meter-Rennens sowie der Staffel berücksichtigt wurden.
Für alle Einzelstrecken – mit Ausnahme der 3000 Meter – sowie für den Mehrkampf, die Staffel und die Teamwertung gab es ein eigenes Weltcupklassement, das die vier besten Saisonergebnisse berücksichtigte. Für die Weltcupklassements wurden die Punkte nach einem anderen Muster vergeben als für den Mehrkampf: Hier erhielt der Sieger eines Wettbewerbs 25 Punkte, der Zweitplatzierte 24 Punkte und die weiteren Platzierten jeweils einen Punkt weniger bis zum 25. Rang.

### Saisonverlauf
Die Teams aus Kanada und den Vereinigten Staaten – die im Vorjahr sowohl bei den Frauen als auch bei den Männern zu den fünf besten im Weltcup gehört hatten – verpassten Teile der Saison. Beide Länder entsandten keine Delegationen zu den ersten beiden Weltcups in Changchun und Nobeyama, die wenige Wochen nach den Terroranschlägen am 11. September 2001 stattfanden. Die letzten beiden Weltcupstationen in Sofia und Amsterdam Mitte Dezember 2001 überschnitten sich zeitlich mit den nationalen US-Qualifikationsrennen für die Olympischen Winterspiele 2002 in Salt Lake City. Der US-Amerikaner Apolo Anton Ohno, der 2000/01 an der Spitze aller Gesamtwertungen gestanden hatte, nahm daher lediglich an einer Weltcupveranstaltung (in Calgary) teil und verpasste wie alle seine Teamkollegen eine Platzierung unter den besten Zehn in den Saisonklassements.
Mit wenigen Ausnahmen gewannen bei den Frauen Athletinnen aus Südkorea und China sämtliche Wettbewerbe. Die ersten beiden Mehrkämpfe des Winters entschied die Koreanerin Ko Gi-hyun für sich, die verbliebenen drei gingen an die Chinesin Yang Yang (A), die damit zum vierten Mal in Serie die Gesamtweltcupwertung im Mehrkampf gewann. Die 15-jährige Ko und die zehn Jahre ältere Yang liefen jeweils zu sechs Saisonsiegen auf Einzelstrecken; weil Ko aber nur an drei der fünf Weltcups teilnahm, führte Yang mit mehreren Punkten Vorsprung die 1000-Meter- und 1500-Meter-Klassements an. In der 500-Meter-Wertung stand ihre Teamkollegin Yang Yang (S) an der Spitze. Beim Weltcup in Calgary im Oktober 2001 liefen mehrere Shorttrackerinnen Weltrekord: Ewgenija Radanowa aus Bulgarien verbesserte ihre eigene anderthalb Jahre alte 500-Meter-Bestmarke um zwei Zehntelsekunden auf 43,671 Sekunden (und erreichte damit den einzigen europäischen Sieg des Weltcupwinters), die chinesische 3000-Meter-Staffel lief im Halbfinale mit 4:13,541 Minuten ebenfalls Rekordzeit.
Auch bei den Männern stellten China und Südkorea die erfolgreichsten Athleten: Kim Dong-sung kehrte nach einer Verletzungspause (am Ende der vorherigen Saison) in den Weltcup zurück und gewann zehn Einzelstrecken und drei Mehrkämpfe sowie die Gesamtwertungen über 1000 Meter, 1500 Meter und im Mehrkampf. In der 500-Meter-Rangliste stand Li Jiajun an erster Stelle.

## Frauen

### Weltcup-Übersicht
In den Staffelrennen sind jeweils – sofern nachweisbar – die Namen der im Wettkampf eingesetzten Läuferinnen vermerkt.
| Datum                                                                      | Austragungsort | Disziplin      | Erster Platz                                                          | Zweiter Platz                                                        | Dritter Platz                                                             |
| -------------------------------------------------------------------------- | -------------- | -------------- | --------------------------------------------------------------------- | -------------------------------------------------------------------- | ------------------------------------------------------------------------- |
| 21. bis 23. September 2001                                                 | Changchun      | 500 m          | Yang Yang (A)                                                         | Ewgenija Radanowa                                                    | Yang Yang (S)                                                             |
| 21. bis 23. September 2001                                                 | Changchun      | 1000 m         | Ko Gi-hyun                                                            | Ewgenija Radanowa                                                    | Yang Yang (A)                                                             |
| 21. bis 23. September 2001                                                 | Changchun      | 1500 m         | Ko Gi-hyun                                                            | Choi Eun-kyung                                                       | Ewgenija Radanowa                                                         |
| 21. bis 23. September 2001                                                 | Changchun      | 3000 m         | Choi Eun-kyung                                                        | Yang Yang (A)                                                        | Ko Gi-hyun                                                                |
| 21. bis 23. September 2001                                                 | Changchun      | Mehrkampf      | Ko Gi-hyun                                                            | Yang Yang (A)                                                        | Choi Eun-kyung                                                            |
| 21. bis 23. September 2001                                                 | Changchun      | 3000 m Staffel | Japan                                                                 | Bulgarien                                                            | Volksrepublik China                                                       |
| 21. bis 23. September 2001                                                 | Changchun      | Team           | Volksrepublik China                                                   | Südkorea                                                             | Italien                                                                   |
| 28. bis 30. September 2001                                                 | Nobeyama       | 500 m          | Joo Min-jin                                                           | Ewgenija Radanowa                                                    | Choi Min-kyung                                                            |
| 28. bis 30. September 2001                                                 | Nobeyama       | 1000 m         | Ko Gi-hyun                                                            | Choi Min-kyung                                                       | Ewgenija Radanowa                                                         |
| 28. bis 30. September 2001                                                 | Nobeyama       | 1500 m         | Ko Gi-hyun                                                            | Joo Min-jin                                                          | Yang Yang (A)                                                             |
| 28. bis 30. September 2001                                                 | Nobeyama       | 3000 m         | Ko Gi-hyun                                                            | Joo Min-jin                                                          | Chikage Tanaka                                                            |
| 28. bis 30. September 2001                                                 | Nobeyama       | Mehrkampf      | Ko Gi-hyun                                                            | Joo Min-jin                                                          | Choi Min-kyung                                                            |
| 28. bis 30. September 2001                                                 | Nobeyama       | 3000 m Staffel | SüdkoreaChoi Min-kyung Joo Min-jin Park Hye-won Choi Eun-kyung        | JapanChikage Tanaka Atsuko Takata Yuka Kamino Nobuko Yamada          | BulgarienEwgenija Radanowa Anna Krastewa Marina Georgijewa Daniela Wlaewa |
| 28. bis 30. September 2001                                                 | Nobeyama       | Team           | Südkorea                                                              | Volksrepublik China                                                  | Japan                                                                     |
| 18. bis 20. Oktober 2001                                                   | Calgary        | 500 m          | Ewgenija Radanowa                                                     | Yang Yang (S)                                                        | Chikage Tanaka                                                            |
| 18. bis 20. Oktober 2001                                                   | Calgary        | 1000 m         | Yang Yang (A)                                                         | Ko Gi-hyun                                                           | Sun Dandan                                                                |
| 18. bis 20. Oktober 2001                                                   | Calgary        | 1500 m         | Yang Yang (A)                                                         | Ewgenija Radanowa                                                    | Chikage Tanaka                                                            |
| 18. bis 20. Oktober 2001                                                   | Calgary        | 3000 m         | Ko Gi-hyun                                                            | Yang Yang (A)                                                        | Chikage Tanaka                                                            |
| 18. bis 20. Oktober 2001                                                   | Calgary        | Mehrkampf      | Yang Yang (A)                                                         | Ewgenija Radanowa                                                    | Ko Gi-hyun                                                                |
| 18. bis 20. Oktober 2001                                                   | Calgary        | 3000 m Staffel | Südkorea                                                              | Volksrepublik China                                                  | Italien                                                                   |
| 18. bis 20. Oktober 2001                                                   | Calgary        | Team           | Volksrepublik China                                                   | Südkorea                                                             | Kanada                                                                    |
| 7. bis 9. Dezember 2001                                                    | Sofia          | 500 m          | Yang Yang (A)                                                         | Yang Yang (S)                                                        | Wang Chunlu                                                               |
| 7. bis 9. Dezember 2001                                                    | Sofia          | 1000 m         | Choi Eun-kyung                                                        | Yang Yang (A)                                                        | Park Hye-won                                                              |
| 7. bis 9. Dezember 2001                                                    | Sofia          | 1500 m         | Yang Yang (A)                                                         | Park Hye-won                                                         | Joo Min-jin                                                               |
| 7. bis 9. Dezember 2001                                                    | Sofia          | 3000 m         | Choi Eun-kyung                                                        | Yang Yang (S)                                                        | Joanna Williams                                                           |
| 7. bis 9. Dezember 2001                                                    | Sofia          | Mehrkampf      | Yang Yang (A)                                                         | Choi Eun-kyung                                                       | Yang Yang (S)                                                             |
| 7. bis 9. Dezember 2001                                                    | Sofia          | 3000 m Staffel | Volksrepublik ChinaYang Yang (S) Wang Chunlu Sun Dandan Fu Tianyu     | KanadaTania Vicent Alanna Kraus Isabelle Charest Amélie Goulet-Nadon | SüdkoreaJoo Min-jin Choi Eun-kyung Choi Min-kyung Park Hye-won            |
| 7. bis 9. Dezember 2001                                                    | Sofia          | Team           | Volksrepublik China                                                   | Südkorea                                                             | Kanada                                                                    |
| 14. bis 16. Dezember 2001                                                  | Amsterdam      | 500 m          | Yang Yang (S)                                                         | Yang Yang (A)                                                        | Wang Chunlu                                                               |
| 14. bis 16. Dezember 2001                                                  | Amsterdam      | 1000 m         | Yang Yang (S)                                                         | Yang Yang (A)                                                        | Choi Eun-kyung                                                            |
| 14. bis 16. Dezember 2001                                                  | Amsterdam      | 1500 m         | Yang Yang (A)                                                         | Choi Eun-kyung                                                       | Ewgenija Radanowa                                                         |
| 14. bis 16. Dezember 2001                                                  | Amsterdam      | 3000 m         | Park Hye-won                                                          | Yang Yang (A)                                                        | Choi Eun-kyung                                                            |
| 14. bis 16. Dezember 2001                                                  | Amsterdam      | Mehrkampf      | Yang Yang (A)                                                         | Yang Yang (S)                                                        | Choi Eun-kyung                                                            |
| 14. bis 16. Dezember 2001                                                  | Amsterdam      | 3000 m Staffel | Volksrepublik ChinaYang Yang (A) Yang Yang (S) Sun Dandan Wang Chunlu | SüdkoreaChoi Eun-kyung Joo Min-jin Park Hye-won Choi Min-kyung       | KanadaIsabelle Charest Annie Perreault Tania Vicent Amélie Goulet-Nadon   |
| 14. bis 16. Dezember 2001                                                  | Amsterdam      | Team           | Volksrepublik China                                                   | Südkorea                                                             | Kanada                                                                    |
| 11. bis 13. Januar 2002 Shorttrack-Europameisterschaften 2002 in Grenoble  |                |                |                                                                       |                                                                      |                                                                           |
| 29. bis 30. März 2002 Shorttrack-Teamweltmeisterschaften 2002 in Milwaukee |                |                |                                                                       |                                                                      |                                                                           |
| 5. bis 7. April 2002 Shorttrack-Weltmeisterschaften 2002 in Montreal       |                |                |                                                                       |                                                                      |                                                                           |

### Weltcupstände
| Rang | Name              | Punkte |
| ---- | ----------------- | ------ |
| 1    | Yang Yang (A)     | 99     |
| 2    | Ewgenija Radanowa | 88     |
| 3    | Yang Yang (S)     | 87     |
| 4    | Joo Min-jin       | 87     |
| 5    | Chikage Tanaka    | 80     |
| 6    | Ko Gi-hyun        | 73     |
| 7    | Choi Eun-kyung    | 70     |
| 8    | Joanna Williams   | 62     |
| 9    | Mara Zini         | 62     |
| 10   | Sarah Lindsay     | 62     |

| Rang | Name              | Punkte |
| ---- | ----------------- | ------ |
| 1    | Yang Yang (S)     | 96     |
| 2    | Yang Yang (A)     | 95     |
| 3    | Ewgenija Radanowa | 90     |
| 4    | Joo Min-jin       | 90     |
| 5    | Wang Chunlu       | 90     |
| 6    | Chikage Tanaka    | 83     |
| 7    | Marta Capurso     | 62     |
| 8    | Sarah Lindsay     | 58     |
| 9    | Choi Min-kyung    | 55     |
| 10   | Choi Eun-kyung    | 48     |

| Rang | Name              | Punkte |
| ---- | ----------------- | ------ |
| 1    | Yang Yang (A)     | 96     |
| 2    | Yang Yang (S)     | 86     |
| 3    | Sun Dandan        | 85     |
| 4    | Ewgenija Radanowa | 83     |
| 5    | Joo Min-jin       | 81     |
| 6    | Chikage Tanaka    | 76     |
| 7    | Ko Gi-hyun        | 74     |
| 8    | Choi Eun-kyung    | 69     |
| 9    | Yuka Kamino       | 60     |
| 10   | Nina Jewtejewea   | 58     |

| Rang | Name              | Punkte |
| ---- | ----------------- | ------ |
| 1    | Yang Yang (A)     | 98     |
| 2    | Ewgenija Radanowa | 90     |
| 3    | Joo Min-jin       | 89     |
| 4    | Chikage Tanaka    | 83     |
| 5    | Sun Dandan        | 83     |
| 6    | Ko Gi-hyun        | 70     |
| 7    | Joanna Williams   | 64     |
| 8    | Yang Yang (S)     | 63     |
| 9    | Mara Zini         | 57     |
| 10   | Sarah Lindsay     | 54     |

| Rang | Team                | Punkte |
| ---- | ------------------- | ------ |
| 1    | Volksrepublik China | 97     |
| 1    | Südkorea            | 97     |
| 3    | Japan               | 90     |
| 4    | Bulgarien           | 87     |
| 5    | Italien             | 86     |
| 6    | Niederlande         | 82     |
| 7    | Kanada              | 69     |
| 8    | Russland            | 41     |
| 9    | Deutschland         | 38     |
| 10   | Vereinigte Staaten  | 18     |

| Rang | Team                | Punkte |
| ---- | ------------------- | ------ |
| 1    | Volksrepublik China | 100    |
| 2    | Südkorea            | 97     |
| 3    | Japan               | 89     |
| 4    | Italien             | 86     |
| 5    | Bulgarien           | 84     |
| 6    | Russland            | 80     |
| 7    | Niederlande         | 77     |
| 8    | Kanada              | 69     |
| 9    | Deutschland         | 55     |
| 10   | Vereinigte Staaten  | 19     |

## Männer

### Weltcup-Übersicht
In den Staffelrennen sind jeweils – sofern nachweisbar – die Namen der im Wettkampf eingesetzten Läufer vermerkt.
| Datum                                                                      | Austragungsort | Disziplin      | Erster Platz                                                                                        | Zweiter Platz                                                                             | Dritter Platz                                                       |
| -------------------------------------------------------------------------- | -------------- | -------------- | --------------------------------------------------------------------------------------------------- | ----------------------------------------------------------------------------------------- | ------------------------------------------------------------------- |
| 21. bis 23. September 2001                                                 | Changchun      | 500 m          | Li Jiajun                                                                                           | Takafumi Nishitani                                                                        | Maurizio Carnino                                                    |
| 21. bis 23. September 2001                                                 | Changchun      | 1000 m         | Kim Dong-sung                                                                                       | Min Ryoung                                                                                | Li Jiajun                                                           |
| 21. bis 23. September 2001                                                 | Changchun      | 1500 m         | Kim Dong-sung                                                                                       | Lee Seung-jae                                                                             | Li Jiajun                                                           |
| 21. bis 23. September 2001                                                 | Changchun      | 3000 m         | Min Ryoung                                                                                          | Kim Dong-sung                                                                             | Fabio Carta                                                         |
| 21. bis 23. September 2001                                                 | Changchun      | Mehrkampf      | Kim Dong-sung                                                                                       | Li Jiajun                                                                                 | Min Ryoung                                                          |
| 21. bis 23. September 2001                                                 | Changchun      | 5000 m Staffel | Südkorea                                                                                            | Japan                                                                                     | Italien                                                             |
| 21. bis 23. September 2001                                                 | Changchun      | Team           | Südkorea                                                                                            | Volksrepublik China                                                                       | Italien                                                             |
| 28. bis 30. September 2001                                                 | Nobeyama       | 500 m          | Li Jiajun                                                                                           | Takafumi Nishitani                                                                        | Kim Dong-sung                                                       |
| 28. bis 30. September 2001                                                 | Nobeyama       | 1000 m         | Li Jiajun                                                                                           | Kim Dong-sung                                                                             | An Yulong                                                           |
| 28. bis 30. September 2001                                                 | Nobeyama       | 1500 m         | Lee Seung-jae                                                                                       | Kim Dong-sung                                                                             | Li Jiajun                                                           |
| 28. bis 30. September 2001                                                 | Nobeyama       | 3000 m         | Kim Dong-sung                                                                                       | Li Jiajun                                                                                 | Bruno Losco                                                         |
| 28. bis 30. September 2001                                                 | Nobeyama       | Mehrkampf      | Li Jiajun                                                                                           | Kim Dong-sung                                                                             | Lee Seung-jae                                                       |
| 28. bis 30. September 2001                                                 | Nobeyama       | 5000 m Staffel | SüdkoreaKim Dong-sung Min Ryoung Lee Seung-jae Oh Se-jong An Jung-hyun                              | Volksrepublik ChinaLi Jiajun An Yulong Feng Kai Li Ye                                     | JapanTakafumi Nishitani Satoru Terao Takehiro Kodera Yugo Shinohara |
| 28. bis 30. September 2001                                                 | Nobeyama       | Team           | Volksrepublik China                                                                                 | Südkorea                                                                                  | Japan                                                               |
| 18. bis 20. Oktober 2001                                                   | Calgary        | 500 m          | Kim Dong-sung                                                                                       | Satoru Terao                                                                              | Éric Bédard                                                         |
| 18. bis 20. Oktober 2001                                                   | Calgary        | 1000 m         | Apolo Anton Ohno                                                                                    | Kim Dong-sung                                                                             | Lee Seung-jae                                                       |
| 18. bis 20. Oktober 2001                                                   | Calgary        | 1500 m         | Kim Dong-sung                                                                                       | Marc Gagnon                                                                               | Nicola Rodigari                                                     |
| 18. bis 20. Oktober 2001                                                   | Calgary        | 3000 m         | Kim Dong-sung                                                                                       | Apolo Anton Ohno                                                                          | Nicola Rodigari                                                     |
| 18. bis 20. Oktober 2001                                                   | Calgary        | Mehrkampf      | Kim Dong-sung                                                                                       | Apolo Anton Ohno                                                                          | Satoru Terao                                                        |
| 18. bis 20. Oktober 2001                                                   | Calgary        | 5000 m Staffel | Südkorea                                                                                            | Kanada                                                                                    | Vereinigte Staaten                                                  |
| 18. bis 20. Oktober 2001                                                   | Calgary        | Team           | Volksrepublik China                                                                                 | Südkorea                                                                                  | Kanada                                                              |
| 7. bis 9. Dezember 2001                                                    | Sofia          | 500 m          | Kim Dong-sung                                                                                       | Mathieu Turcotte                                                                          | François-Louis Tremblay                                             |
| 7. bis 9. Dezember 2001                                                    | Sofia          | 1000 m         | Kim Dong-sung                                                                                       | Min Ryoung                                                                                | Lee Seung-jae                                                       |
| 7. bis 9. Dezember 2001                                                    | Sofia          | 1500 m         | Kim Dong-sung                                                                                       | Fabio Carta                                                                               | Nicola Franceschina                                                 |
| 7. bis 9. Dezember 2001                                                    | Sofia          | 3000 m         | Lee Seung-jae                                                                                       | Kim Dong-sung                                                                             | Fabio Carta                                                         |
| 7. bis 9. Dezember 2001                                                    | Sofia          | Mehrkampf      | Kim Dong-sung                                                                                       | Lee Seung-jae                                                                             | Fabio Carta                                                         |
| 7. bis 9. Dezember 2001                                                    | Sofia          | 5000 m Staffel | KanadaMathieu Turcotte Éric Bédard Jonathan Guilmette François-Louis Tremblay Jean-François Monette | ItalienMichele Antonioli Fabio Carta Nicola Franceschina Nicola Rodigari Maurizio Carnino | Volksrepublik ChinaLi Jiajun Feng Kai An Yulong Li Ye               |
| 7. bis 9. Dezember 2001                                                    | Sofia          | Team           | Südkorea                                                                                            | Volksrepublik China                                                                       | Italien                                                             |
| 14. bis 16. Dezember 2001                                                  | Amsterdam      | 500 m          | Éric Bédard                                                                                         | Li Jiajun                                                                                 | Mathieu Turcotte                                                    |
| 14. bis 16. Dezember 2001                                                  | Amsterdam      | 1000 m         | Naoya Tamura                                                                                        | Lee Seung-jae                                                                             | Li Jiajun                                                           |
| 14. bis 16. Dezember 2001                                                  | Amsterdam      | 1500 m         | Kim Dong-sung                                                                                       | Fabio Carta                                                                               | Éric Bédard                                                         |
| 14. bis 16. Dezember 2001                                                  | Amsterdam      | 3000 m         | Nicola Rodigari                                                                                     | Lee Seung-jae                                                                             | Kim Dong-sung                                                       |
| 14. bis 16. Dezember 2001                                                  | Amsterdam      | Mehrkampf      | Éric Bédard                                                                                         | Kim Dong-sung                                                                             | Lee Seung-jae                                                       |
| 14. bis 16. Dezember 2001                                                  | Amsterdam      | 5000 m Staffel | SüdkoreaKim Dong-sung Lee Seung-jae Min Ryoung Oh Se-jong                                           | ItalienFabio Carta Nicola Franceschina Nicola Rodigari Michele Antonioli                  | Volksrepublik ChinaLi Jiajun Feng Kai An Yulong Li Ye               |
| 14. bis 16. Dezember 2001                                                  | Amsterdam      | Team           | Südkorea                                                                                            | Volksrepublik China                                                                       | Italien                                                             |
| 11. bis 13. Januar 2002 Shorttrack-Europameisterschaften 2002 in Grenoble  |                |                | |                                                                                           |                                                                     |
| 29. bis 30. März 2002 Shorttrack-Teamweltmeisterschaften 2002 in Milwaukee |                |                | |                                                                                           |                                                                     |
| 5. bis 7. April 2002 Shorttrack-Weltmeisterschaften 2002 in Montreal       |                |                | |                                                                                           |                                                                     |

### Weltcupstände
| Rang | Name               | Punkte |
| ---- | ------------------ | ------ |
| 1    | Kim Dong-sung      | 99     |
| 2    | Lee Seung-jae      | 92     |
| 3    | Li Jiajun          | 90     |
| 4    | Min Ryoung         | 82     |
| 5    | Fabio Carta        | 78     |
| 6    | Satoru Terao       | 75     |
| 7    | Feng Kai           | 73     |
| 8    | An Yulong          | 65     |
| 9    | Cees Juffermans    | 62     |
| 10   | Takafumi Nishitani | 61     |

| Rang | Name               | Punkte |
| ---- | ------------------ | ------ |
| 1    | Li Jiajun          | 95     |
| 2    | Kim Dong-sung      | 95     |
| 3    | Takafumi Nishitani | 89     |
| 4    | Min Ryoung         | 72     |
| 5    | Mathieu Turcotte   | 69     |
| 6    | Satoru Terao       | 68     |
| 7    | Fabio Carta        | 61     |
| 8    | Lee Seung-jae      | 61     |
| 9    | An Yulong          | 60     |
| 10   | Feng Kai           | 53     |

| Rang | Name             | Punkte |
| ---- | ---------------- | ------ |
| 1    | Kim Dong-sung    | 98     |
| 2    | Min Ryoung       | 92     |
| 3    | Lee Seung-jae    | 92     |
| 4    | Li Jiajun        | 91     |
| 5    | An Yulong        | 68     |
| 6    | Feng Kai         | 68     |
| 7    | Nicola Rodigari  | 67     |
| 8    | Satoru Terao     | 66     |
| 9    | Fabio Carta      | 63     |
| 10   | Mathieu Turcotte | 57     |

| Rang | Name               | Punkte |
| ---- | ------------------ | ------ |
| 1    | Kim Dong-sung      | 100    |
| 2    | Lee Seung-jae      | 91     |
| 3    | Li Jiajun          | 87     |
| 4    | Fabio Carta        | 82     |
| 5    | Feng Kai           | 76     |
| 6    | Min Ryoung         | 76     |
| 7    | Cees Juffermans    | 60     |
| 8    | An Yulong          | 59     |
| 9    | Bruno Loscos       | 57     |
| 10   | Jonathan Guilmette | 56     |

| Rang | Team                   | Punkte |
| ---- | ---------------------- | ------ |
| 1    | Südkorea               | 98     |
| 2    | Japan                  | 93     |
| 3    | Volksrepublik China    | 92     |
| 4    | Italien                | 91     |
| 5    | Vereinigtes Königreich | 79     |
| 6    | Belgien                | 79     |
| 7    | Niederlande            | 76     |
| 8    | Russland               | 66     |
| 9    | Frankreich             | 63     |
| 10   | Ungarn                 | 54     |

| Rang | Team                   | Punkte |
| ---- | ---------------------- | ------ |
| 1    | Südkorea               | 100    |
| 2    | Volksrepublik China    | 97     |
| 3    | Italien                | 91     |
| 4    | Japan                  | 87     |
| 5    | Niederlande            | 80     |
| 6    | Vereinigtes Königreich | 79     |
| 7    | Belgien                | 78     |
| 8    | Deutschland            | 73     |
| 9    | Russland               | 62     |
| 10   | Ungarn                 | 58     |